# Edgar Engelhard

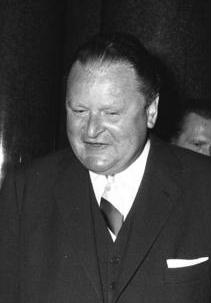
Edgar Engelhard, 1962

Edgar Engelhard (* 5. Mai 1917 in Hamburg; † 6. Juni 1979 ebenda) war ein deutscher Politiker (FDP). Er war von 1953 bis 1966 Zweiter Bürgermeister der Freien und Hansestadt Hamburg.

## Leben und Beruf
In seiner Kindheit und Jugend war Engelhard in der Bündischen Jugend aktiv. Nachdem diese durch die Nationalsozialisten aufgelöst worden war, reorganisierte er in Hamburg eine bündische Gruppe, die sich fortan heimlich traf. Durch einen Nachbarn im Januar 1937 bei der Gestapo denunziert, wurde er verhaftet und wegen Vergehens gegen das Heimtückegesetz angeklagt. Noch während des Prozesses wurde er in ein Konzentrationslager eingeliefert. Sein Rechtsanwalt erreichte jedoch beim Hamburger Gestapo-Chef Bruno Streckenbach die Freilassung Engelhards.
Nach dem Schulabschluss absolvierte Engelhard eine Lehre zum Exportkaufmann und arbeitete dann bis 1938 im Außenhandel und als Kaufmann in Mittel- und Südamerika sowie den USA.
Im Zweiten Weltkrieg war er Soldat. Zunächst an der Westfront eingesetzt, wurde er wegen kritischer Äußerungen zu einem Truppenteil der rumänischen Armee an die Ostfront und schließlich zum Verbindungsstab der deutschen Wehrmacht in Zagreb versetzt. Er lehnte es im Krieg insgesamt achtmal ab, Offizier zu werden, und begründete dies nach dem Krieg mit seiner Gegnerschaft zum Regime. Im November 1944 wurde schließlich seine Ernennung zum Offiziersanwärter befohlen.
Bei Kriegsende entzog sich Engelhard durch Flucht der drohenden sowjetischen Kriegsgefangenschaft und schlug sich nach Hamburg durch. Dort wurde er Prokurist einer Überseefirma und Mitinhaber einer neu gegründeten Reederei. Mit der Wahl zum Senator und Zweiten Bürgermeister 1953 gab er diese beruflichen Aktivitäten auf. Nach seinem Ausscheiden aus dem Senat 1966 arbeitete er als Unternehmensberater.
Er engagierte sich im „Komitee ehemaliger politischer Gefangener“, aus dem 1947 die Vereinigung der Verfolgten des Naziregimes (VVN) wurde. Am 21. September 1950 verließ er die VVN wegen des immer größer werdenden kommunistischen Einflusses dort. Um deutlich zu machen, dass er mit diesem Austritt jedoch nicht seine linksliberalen, pazifistischen politischen Ansichten aufgab, trat er am 11. Oktober 1950 der Deutschen Friedensgesellschaft bei.
Engelhard war verheiratet. Er wurde 1974 mit der Bürgermeister-Stolten-Medaille ausgezeichnet. Nach ihm ist der Edgar-Engelhard-Kai in Altona-Altstadt benannt. Sein Nachlass wurde von dem nachmaligen Hamburger FDP-Vorsitzenden Robert Vogel verwaltet.

## Partei
Ende 1945 wurde Engelhard von Alfred Johann Levy und Willy Max Rademacher für die „Partei Freier Demokraten“, wie sich die FDP in Hamburg damals noch nannte, geworben. Seit Anbeginn seiner politischen Tätigkeit sah er sich auf dem linken Parteiflügel. Am 30. Juli 1946 wurde er als Nachfolger von Hans Ludwig Waiblinger Vorsitzender der Jungdemokraten in Hamburg. Auf dem Parteitag des FDP-Zonenverbandes für die britische Zone im Juni 1947 in Bielefeld sollte Engelhard auch zum Vertreter der Jungdemokraten im Zonenvorstand gewählt werden, unterlag aber Erich Mende. Im Oktober 1947 erfolgte seine Wahl in den Landesvorstand der Hamburger FDP und kurze Zeit später auch zum Vorstandsmitglied des Weltbundes junger Liberaler. Im November 1947 schließlich wurde er zum stellvertretenden Vorsitzenden der Jungdemokraten in den Westzonen gewählt.
Bei Bildung des Wahlbündnisses zur Bürgerschaftswahl 1949 mit der CDU und der Deutschen Konservativen Partei wurde er neben dem bisherigen Vorsitzenden des zuvor nur noch formal bestehenden Vaterstädtischen Bundes Paul de Chapeaurouge zum gleichberechtigten Vorsitzenden gewählt. Als sich nach der Wahl CDU, FDP und DKP nicht auf eine gemeinsame Fraktion einigen konnten, löste sich der VBH auch formell auf. Auf dem Landesparteitag am 20. Januar 1951 veröffentlichte er den Aufruf für eine liberale Sammlung, der sich gegen die Pläne der Landesverbände Nordrhein-Westfalen, Niedersachsen und Hessen wendete, die FDP zu einer Partei der Nationalen Sammlung zu machen. Mitunterzeichner waren Harald Abatz, Emmy Beckmann, Lieselotte Anders, Anton Leser und Max Dibbern. Engelhard definiert in dem Aufruf die FDP als Partei der Mitte und des Ausgleichs und kritisiert den Weg nach rechts der oben genannten Landesverbände. Er schließt mit der Aufforderung, der Partei beizutreten, und den Worten:
„Im Sinne der Tradition von Curt Platen und Carl Petersen.
Für den sozialen und kulturellen Fortschritt.
Für die individuelle und wirtschaftliche Freiheit.
Für eine klare Absage an jede Form eines neuen Nationalismus.
Für eine echte liberale Renaissance.“
Am Folgetag unterlag er bei der Wahl zum stellvertretenden Landesvorsitzenden mit 113 zu 156 Stimmen gegen Johannes Büll und wurde als Beisitzer wiedergewählt. Nach dem Tod des zweiten Stellvertreters Wilhelm H. Lindemann am 3. Juli 1952 wurde er schließlich zum stellvertretenden Parteivorsitzenden gewählt.
Bei Gründung des Hamburg-Blocks am 28. September 1953 wurde Engelhard neben Erik Blumenfeld und Erwin Jacobi einer von dessen drei gleichberechtigten Vorsitzenden. Er behielt dieses Amt bis zum 26. November 1954, als Bürgermeister Kurt Sieveking zum alleinigen Vorsitzenden des Hamburg-Blocks gewählt wurde. Bis zur Auflösung des Blocks im Vorfeld der Bürgerschaftswahl 1957 war Engelhard dann dessen stellvertretender Vorsitzender. Von 1958 bis 1966 war er Landesvorsitzender der FDP in Hamburg. 1961 kandidierte er vergeblich für das Amt des stellvertretenden FDP-Bundesvorsitzenden. Von 1954 bis 1966 gehörte er dem FDP-Bundesvorstand an.

## Abgeordneter
Engelhard gehörte von 1946 bis 1974 ununterbrochen der Hamburgischen Bürgerschaft an. Er ist damit bis heute der FDP-Bürgerschaftsabgeordnete mit der längsten Amtszeit. Auf seinen Antrag beschloss die Bürgerschaft am 27. November 1946, die Niendorfer Straße in Eppendorf in Geschwister-Scholl-Straße umzubenennen. Zunächst Parlamentarischer Geschäftsführer, war er von 1949 bis 1953 Vorsitzender der FDP-Bürgerschaftsfraktion. Mit Bildung der Hamburg-Block-Fraktion am 29. September 1953 im Vorfeld der Bürgerschaftswahl wurde Engelhard für den Rest der Wahlperiode deren stellvertretender Fraktionsvorsitzender.

## Öffentliche Ämter
Nach dem Wahlerfolg des Hamburg-Blocks wurde Engelhard am 2. Dezember 1953 von der Bürgerschaft in den Hamburger Senat gewählt. Dieser wählte ihn zum Zweiten Bürgermeister und entsandte ihn in die Gefängnisbehörde sowie in das Sportamt und das Amt für Bezirksverwaltung. Ab 4. Dezember 1953 gehörte er zudem der Senatskommission für die Justizverwaltung an (eine Justizbehörde gab es noch nicht). 1956 übernahm er nach dem Rücktritt des bisherigen Polizeisenators Josef von Fisenne für einige Monate zusätzlich die Verantwortung für die Polizeibehörde. Ab 1957 wurde er – nun in einer sozialliberalen Koalition – in die Behörde für Wirtschaft und Verkehr und weiterhin in das Sportamt entsandt, auch der Justizkommission gehörte er zeitweilig weiterhin an. Nach der Entscheidung des FDP-Landesparteitages, die Koalition mit der SPD, die bei der vorangegangenen Bürgerschaftswahl 59 % der Stimmen erhalten hatte, zu beenden, schied er am 27. April 1966 aus dem Senat und damit auch aus dem Amt des Zweiten Bürgermeisters aus.